# Nieuw-Apostolische Kerk (Johan Willem Frisostraat, Sneek)
De Nieuw-Apostolische Kerk aan de Johan Willem Frisostraat is een kerkgebouw in de wijk Sperkhem van de Friese stad Sneek.
Het kerkgebouw, een zaalkerk in de stijl van de Amsterdamse School, is in 1930-1931 gebouwd naar ontwerp van de Hilversumse architect Hendrik Bunders. In het gebouw huisde aanvankelijk de Hersteld Apostolische Zendinggemeente van Sneek.
Later kwam hier een gemeente van de Nieuw-Apostolische Kerk in Nederland.
Het nieuwere kerkgebouw aan de Middelzeelaan te Sneek (in de buurt Stadsfenne) behoorde tot dezelfde kerkgemeente en werd in 1974 in gebruik genomen in verband met ruimtegebrek in de kerk aan de Johan Willem Frisostraat.
Op zondag 21 november 2021 heeft de laatste kerkdienst plaatsgevonden en is deze kerk aan de eredienst onttrokken. De gemeenteleden zijn vanaf zondag 28 november 2021 gezamenlijk verder gegaan met de buurgemeente in Sneek-Stadsfenne aan de Middelzeelaan 8. Daarvoor is de kerk aan de Middelzeelaan volledig gerenoveerd, om onderdak te bieden aan deze nieuwe kerkgemeente.

## Orgel
In de kerk staat sinds 1960 een orgel, dat afkomstig is uit de toenmalige Bazarlaankerk (gesloopt in 1978) in Den Haag. Het orgel is gebouwd door Jan van Gelder uit Leiden.